# Kōichi Sugiyama (football)
Ne doit pas être confondu avec Kōichi Sugiyama.
Pour les articles homonymes, voir Sugiyama.
Kōichi Sugiyama (杉山 弘一, Sugiyama Kōichi) est un footballeur puis entraîneur japonais né le 27 octobre 1971.